# Banco Nationalpark
Banco Nationalpark er en nationalpark i Elfenbenskysten, beliggende langs Highway North i Attécoubé (Abidjan). Det er en af de eneste tætte tropiske urskove der ligger i hjertet af et byområde, bortset fra Tijuca Nationalpark i Rio de Janeiro i Brasilien.
Den har et areal på 34,74 km².

## Historie
Nationalparkerne og naturreservaterne i Elfenbenskysten blev skabt for at bevare og bevare skovressourcerne i deres naturlige tilstand.
Banco blev oprettet som i 1953. Derefter, i 1966, erhvervede parken status som permanent skovgods under staten i henhold til lov 66-433 og et dekret om regulering, status og klassificering af naturreservater og nationalparker.
For at udbygge elektricitetsinfrastrukturen i byen Abidjan åbnede man efter anmodning fra det nationale elselskab, i 1978 en korridor for højspændingsledninger i den nordøstlige del af parken. Dette hak er 1,7 km langt og 150 meter bredt, hvilket skaber omridset af et horn, der blev kaldt Triangle de Sagbé, på grund af dets nærhed til Abobo-Sagbé-området der ligger mod nord.

## Beskrivelse
Banco Nationalpark ligger i det centrale Abidjan, ved krydset mellem kommunerne Abobo, Yopougon, Adjamé og Attécoubé. Dens omkreds danner en firkant på 7,8 km på hver side, og parken dækker et område på 34,74 km² med en omkreds på 25,6 kilometer.
Parken har et vandreservoir og en urskov på 600 hektar med sjældne trætyper (som mahogni og avodire). Vandreservoiret er vigtigt for byen Abidjan, om henter 40% af dens drikkevand her, samtidig med at det opfanger 90.000 tons kuldioxid hvert år.
Midt i parken løber floden med navnet Gbangbo, som betyder "forfriskende vandkilde" i Ebrié.
Der er vandrestier og 80 km cykelstier. 

## Dyreliv
I starten havde Banco Nationalpark bemærkelsesværdig stor biodiversitet, med indfødte arter, herunder skriftantilope (Tragelaphus scriptus) og forskellige andre antilopearter, forskellige arter af primater og svin samt et stort antal fuglearter. I dag findes stadig skriftantilopen, nogle få arter af aber og visse fuglearter tilbage, hvoraf nogle er truet af udryddelse.

## Trusler
Banco Nationalpark er, ifølge embedsmænd, truet af ulovlig skovhugst og krybskytteri, ukontrolleret urbanisering og byboere, der dumper deres affald i skoven. For at beskytte parken iværksatte man i 2022 byggeriet af en 10 km lang mur.
Muren blev skabt for at skærme mod urbaniseringens fremmarch. Den er 2,5 meter høj og mere end 8 kilometer lang. Det er meningen, at den skal nå helt rundt om parken, når den er færdig.
Vedligeholdelse af parken koster 200 millioner CFA francs om året (305.000 euro).

## Galleri
Skoven
- Snoet træ
- Bro
- Grønt hus
- Skovbrugsskole i Banco nationalpark